# Franklin Elmore Kennamer
Franklin Elmore Kennamer (* 12. Januar 1879 in Kennamer Cove, Marshall County, Alabama; † 1. Mai 1960) war ein US-amerikanischer Jurist und Politiker.
Nach dem Schulbesuch schloss sich Franklin Kennamer der United States Army an und diente im Rang eines Colonel im Spanisch-Amerikanischen Krieg von 1898. Anschließend schlug er eine juristische Laufbahn ein. Im Jahr 1905 erhielt er seine Zulassung zur Anwaltskammer. Von 1915 bis 1916 fungierte er als städtischer Anwalt in Madill im äußersten Süden Oklahomas. Zwischen 1919 und 1920 amtierte er dort als Bürgermeister, ehe er als Richter an den Oklahoma Supreme Court berufen wurde. Er verblieb bis 1924 am Obersten Gerichtshof seines Staates.
Am 28. Januar 1924 wurde Kennamer von US-Präsident Calvin Coolidge für einen neuen Sitz am Bundesbezirksgericht für den östlichen Distrikt von Oklahoma nominiert. Nach seiner Bestätigung durch den Senat der Vereinigten Staaten konnte er seine Tätigkeit dort am 19. Februar desselben Jahres aufnehmen. Am 16. Februar 1925 wechselte er innerhalb seines Staates zum Bundesbezirksgericht für den nördlichen Distrikt Oklahomas. Dort verblieb Kennamer bis zum 1. Juni 1940; an diesem Tag trat er in den Senior Status ein, da es ihm aus gesundheitlichen Gründen nicht mehr möglich war, sein Richteramt auszuüben. Er verstarb am 1. Mai 1960.